# 12035 Руґґіері
12035 Руґґіері (12035 Ruggieri) — астероїд головного поясу, відкритий 1 лютого 1997 року.
Тіссеранів параметр щодо Юпітера — 3,502.